# Селище імені Карла Лібкнехта
Селище імені Карла Лібкнехта, до 1930 року Піни (рос. имени Карла Либкнехта) — робітниче селище в Курчатовському районі Курської області Російської Федерації.
Населення становить 7969 осіб. Входить до складу муніципального утворення селище ім К. Лібкнехта.

## Історія
Населений пункт розташований на території українського етнічного та культурного краю Східна Слобожанщина.
Від 2004 року входить до складу муніципального утворення селище ім К. Лібкнехта.

## Населення
| 1939  | 1959  | 1970    | 1979  | 1989  | 2002  | 2009  |
| ----- | ----- | ------- | ----- | ----- | ----- | ----- |
| 5730  | ↗7012 | ↗10 272 | ↘9884 | ↘9833 | ↘8216 | ↘7768 |
| 2010  | 2012  | 2013    | 2014  | 2015  | 2016  | 2017  |
| ↘7682 | ↗7687 | ↗7839   | ↘7816 | ↗7870 | ↘7859 | ↗7908 |
| 2018  | 2019  | 2020    | 2021  |       |       |       |
| ↘7831 | ↘7674 | ↘7620   | ↗7969 |       |       |       |